# Janet Broughton
Janet Broughton es profesora emérita de Filosofía y ex vicerrectora de la Facultad de Letras y Ciencias de la Universidad de California, Berkeley. Su trabajo académico se especializa en la filosofía moderna temprana, con un enfoque particular en las obras de David Hume y René Descartes.

## Educación y carrera
Broughton estudió en Mount Holyoke College durante un año. Sin embargo, interrumpió su educación formal para unirse al programa VISTA, donde trabajó en proyectos comunitarios dirigidos a adolescentes y niños en edad preescolar en el Tercer Distrito de Houston. Más adelante, trabajó como programadora y presentadora de un programa de música clásica en WRVR (actualmente WLTW) en la ciudad de Nueva York. Posteriormente, regresó a la escuela y obtuvo su licenciatura en filosofía en la Universidad de California, Davis. Broughton obtuvo su doctorado en filosofía en la Universidad de Princeton con una disertación sobre la teoría de la causalidad de Descartes.
Su primer puesto académico en filosofía fue en la Universidad de Harvard. En 1979, se trasladó a la Universidad de California, Berkeley donde sirvió como jefa de departamento durante cinco años. En 2006, fue nombrada decana de la división de Artes y Humanidades de la Facultad de Letras y Ciencias de Berkeley y en 2010 fue nombrada Vicerrectora de la Facultad.

## Publicaciones seleccionadas
- Descartes's Method of Doubt
- A Companion to Descartes (coeditado con John Carriero )
- "The Inquiry in Hume's Treatise," The Philosophical Review 113 (4) (2004): 537-556.
- "Hume's Naturalism About Cognitive Norms," Philosophical Topics 31 (1/2) (2003): 1-19
- "Explaining General Ideas," Hume Studies 26 (2)(2000): 279-289.
- "What does the Scientist of Man Observe?" Hume Studies 18 (2) (1992):155-168
- "Hume's Ideas about Necessary Connection,", Hume Studies 13 (2)(1987):217-244.
- "Reinterpreting Descartes on the Notion of the Union of Mind and Body," Journal of the History of Philosophy 16 (1)(1978): 23-32 (con Ruth Mattern).